# Вірменський емірат
Вірменський емірат (аль-Армінія) або Остіканат Вірменія — васальна держава Омеядського, згодом Аббасидського халіфату зі столицею в Дабілі, яка утворилося внаслідок арабських завоювань на Кавказі. Спочатку охоплював землі колишніх царств Великої Вірменії, Іберії та Кавказької Албанії. Згодом з нього виокремлено Тіфліський емірат, емірат аль-Ран. Припинив існування у 885 році внаслідок повстань вірменського та грузинського народів.

## Історія

### Утворення
Після поразок Сасанідської Персії у війні з арабами протягом 630-х років марзпани Вірменії фактично стали незалежними, взявши титул ішханів (князів). Втім вже у 637 ішхан Вараз-Тіроц Багратуні зазнав поразки й визнав зверхність халіфа Омара. Вірменія стала автономним князівством в складі Халіфату, в який також увійшли всі вірменські землі які до цього належали Візантії. Але не всі вірменські феодали визнали владу арабів. Вони вступили в союз із Іберією та Кавказькою Албанією.
У 639 році відбувся перший значний похід арабів на Кавказ, під час якого було захоплено стратегічно важливе місто Двін, яке було перейменовано на Дарбіль. Він став базою для подальшого арабського наступу, а надалі столицею Вірменського емірату. З 640 року Двін став резиденцією мусульманських правителів області Армінійа, що включала до свого складу, крім вірменських земель, також Іберію, Кавказьку Албанію і Баб аль-абваб (сучасний Дербент). Водночас неофіційно з'являється посада гахерец ішхана (головуючого князя).
Друге проникнення арабів до Вірменії відбулося в 642—643 роках, а третє — в 650 році, коли були зайняті землі на північ від озера Ван. У 651 році ісламський загін увійшов на територію Вірменії з боку Кавказької Албанії. Правитель Вірменії, ішхан Теодорос Рштуні, який вів боротьбу за незалежність Вірменії від Халіфату, добровільно визнав владу мусульман в обмін на визнання його напівнезалежним князем Вірменії. Він пішов на цей крок, оцінивши переваги мирних пропозицій арабів, і уклав з намісником Сирії — Муавією ібн Абу Суф'яном договір, відповідно до якого Вірменія визнавалася залежною державою із зобов'язанням платити щорічну данину (з 3-річним відтермінування з часу укладання угоди) і надавати 50 тисяч вояків до армії Халіфату. З арабською допомогою Рштуні відбив атаки візантійців. Мусульмани в 655 році змогли взяти Феодосіополь (нині місто Ерзурум на сході Туреччини).
У 655 році, скориставшись виступом частини вірмен проти Рштуні, останнього було повалено, а замість напівнезалежного князівства утворився Вірменський емірат. Перший його очільником став Худайфа ібн аль-Яман. У 657 внаслідок боротьби за владу в Халіфаті між халіфом Алі ібн Абу-Таліфом та Муавією ібн Абу Суф'яном більшість арабських військ залишили емірат. Цим скористалися візантійці, що за допомогою роду Маміконянів захопили усі його області. Фактично він припинив існування.
У 661 році Муавія, що став халіфом, висунув вірменським князям ультиматум визнати його владу і відновити виплату данини. Щоб уникнути нової війни, князі були змушені поступитися. Візантія в свою чергу не змогла нічого протидіяти арабським військам, що знову зайняли більшість кавказьких земель та відновили Вірменський емірат.
У 681—685 роках відбулося потужне повстання на чолі із Григором Маміконяном. Водночас на вірменські землі вдерлися хозари. Незважаючи на поразку повсталих халіфський уряд змушений був визнати посаду гахерец ішхана, яку обіймав Ашот Багратуні.

### Розвиток
Спочатку тут не розташовувалися арабські залоги. Офіційно емірат утворено було рішенням халіфа Абд аль-Маліка у 701 році, який посилив владу центрального уряду. В адміністративних цілях араби об'єднали весь Південний Кавказ в велику провінцію під назвою аль-Армінія. Намісництво було названо Армінія, оскільки в її складі домінували вірменські землі.
У 703—705 роках араби придушили повстання вірмен на чолі із Смбатом VI Багратуні. Слідом за цим в найбільших містах провінції розмістили війська. Втім до 720-х років точилася боротьба за північну частину Кавказької Албанії, царям якої допомагали хозари. У 732 році, намагаючись здобути підтримку вірмен Ашоту Багратуні було надано титул «ішхану ішханац» (князь князів), що збільшило автономію місцевих феодалів та послабило владу еміра. З 690-х років рід Багратуні утримував титул князя князів.
У 736 році з нього виокремлено Дербентський та Тіфліський емірати. У 730—740-х роках східні області емірату були місцем численних битв та протистояння Хозарського каганату і Омеядського халіфату. Водночас Візантія зупинила наступ на свої володіння у Малій Азії армій Халіфату.
Скориставшись боротьбою Омеядів та Аббасидів в еміраті 744 року повстали нахарари на чолі з Григором II Маміконяном. Але це повстання було придушено у 750 року. Натомість ліквідовано привілеї та збільшено податки, що спричинило ще більше невдоволення, яке зрештою призвело до нового повстання у 774 році на чолі із родом Маміконянів. Але його також було придушено у 775 році. Протягом 780-х років фактично виокремилася північна частина емірату — аль-Армінія II (Джурзан) з центром в Уджармі, колишній столиці Іберії.
Водночас з емірату виокремлено нову провінцію відому як Арран (ар-Ран) чи аль-Армінія I. Її столицею стала колишня столиця Кавказької Албанії — Барда. Протягом 770-х років тут відбувалися процеси арабської колонізації та ісламізації місцевого населення. Спротив чинили лише князі Гардмана та Лакза, яких підтримували хозари. Лише у 810-х роках арабам вдалося їх перемогли та включити усі області колишньої Кавказької Албанії до аль-Армінії I.
У 810-х роках було придушено чергове повстання, викликане спробою звільнитися від арабської влади під час боротьби за трон між аль-Аміном та аль-Мамуном. Після цього на тривалий час було зміцнено владу над еміратом. Разом з тим значний вплив набули вірменські роду Багратуні та Арцруні й мусульманський — Суламідів.

### Занепад
До середини IX ст. посилилися центробіжні тенденції в середині Аббасидського емірату, де фактично утворилися незалежні держави Саманідів, Тулунідів, Ідрисідів. Водночас посилилися грузинські та вірменські князі, а Візантійська імперія перейшла у наступ. У 850 році було придушено чергове вірменське повстання. Втім у війні 860—863 років Візантія здобула значну перемогу, вдершись до Вірменського емірату. В цей час з емірату виокремилася кайситська держава в Манцикерті.
У 873 році значні зусилля халіфату були спрямовані проти Візантії, що почала потужну військову кампанію. Це спричинило активізацію антиарабської діяльності князя князів Ашота Багратуні, який з 877 року постійно виступав проти емірів халіфа на Кавказі. В цей час емірат зменшився до області навколо Двіну, охоплюючи області між озерами Ван і Севан. Зрештою у 884 році Вірменський емірат припинив своє існування.

## Територія
Емірат складався з 3 частин: Армінії I з резиденцією у Двіні (власне Вірменія площею 144602 км²), Армінії II з центром в Тбілісі (арабською термінологією Джурзан - це Картлі, площею 38988 км²), Армінії III з резиденцією в Партав-Бардзаа (арабською Арран  — це Кавкахька Албанія, площею 87441 км²). Загальна площа становила 271032 км². На початку IX ст. мешкало 1,5 млн. осіб, з яких Армінія мала 750 тис. осіб, Джурзан — 100 тис. осіб, Арран — 650 тис. осіб.

## Устрій
Керували спочатку еміри або вали, яких згодом стали називати титулом остікани. Їх ставка знаходилася в Дабілі (Двіні). Втім роль еміра обмежувалася питаннями оборони і збору податків. Здебільшого емірат керувався у поєднанні з місцевими князями (нахарарами), а потім гахерец ішханами (головуючими князями). Еміри підпорядковувалися наміснику Кавказу (туди також входили провінції Азербайджан та Джазіра), що походили з правлячої династії. З кінця 780-х років постійні повстання в еміраті та війни Халіфату з сусідами спричинили короткочасність прибування емірів (остіканів) на своїй посаді, їх часту заміну.

## Економіка
Монета карбувалася в Двіні. Вірмени були змушені виробляти додаткові товари і продукти на продаж. Усі ці процеси стимулювали розвиток економіки Вірменії і розвиток міст, як центрів торгівлі. З 701 року щорічна данина становила 100 000 дирхемів. З 750 року — 13 млн дирхемів, з 860 року — 4,2 млн дирхемів. При цьому близько 50% сплачувало населення Армінії I.

## Еміри
- Худайфа ібн аль-Яаман аль-Абси (655—656)
- Салман ібн Рабіа аль-Бахілі (656)
- Хабіб ібн Маслама (656)
- аль-Асат ібн Кайс аль-Кінді (657)
- Мухаллаб ібн Абі-Суфра (686—693)
- Мухаммед ібн Марван (693—701)
- Абу Шейх ібн Абдаллах (701—703)
- Осман ібн Укба (704—705)
- Касим (705)
- Абд аль-Азіз ібн Хатім аль-Бахілі (706—709)
- Маслама ібн Абд аль-Малік (709—715)
- Аді ібн Аді аль-Кінді (715—717)
- Аль-Валид (717)
- Омар ібн Абд аль-Азіз (717—720)
- Омар ібн Хубайра (720—721)
- Мілак ібн Саффар аль-Бахрані (721)
- Джаррах ібн Абдаллах аль-Хакамі (722—724)
- Харіс ібн Амру ат-Таї (724—725 і 725—729)
- Джаррах ібн Абдаллах аль-Хакамі (729-730)
- Хаджжаджа ібн Абдаллах аль-Хакамі (730)
- Саїд ібн Амру аль-харашо (730—731)
- Маслама ібн Абд аль-Малік (731—732)
- Марван ібн Мухаммед Кру (732—744)
- Асім ібн Абдаллах аль-Хіля (744)
- Ісхак ібн Муслім аль-Укайлі (744—749)
- Мусафір ібн Кусайр (745—750)
- Мухаммед ібн Сул (750)
- Абдаллах ібн Мухаммед (750)
- Саліх ібн Субайх аль-Кінді (750—751)
- Язід ібн Усайд ас-Суламі (752—754)
- Хасан ібн Кахтаба ат-Таї (754—759)
- Язід ібн Усайд ас-Суламі (759—769)
- Баккар ібн Муслім аль-Укайлі (769—771)
- Хасан ібн Кахтаба ат-Таї (771—775)
- Вадіх аль-Асаб (775)
- Язід ібн Усайд ас-Суламі (775—780)
- Йахйа ібн Халід аль-Бармаки (780—782)
- Савадов ібн Абд аль-Хамід аль-Джаххафі (782—833)
- Муса ібн Нусайр (783)
- Осман ібн Умара (783—785)
- Раух ібн Хатім аль-Мухаллабі (785—786)
- Хузайма ібн Хазім ат-Тамімі (786—787) (803—806)
- Юсуф ібн Рашид ас-Суламі (787)
- Язід ібн Маз'яд аш-Шейбані (787—788)
- Сулейман (788—790)
- Ібн Дока (790)
- Наср ібн аль-Джахф (790—791)
- Абд аль-Кабір ібн Абд аль-Гамід аль-Адаві (791)
- Омар ібн Аюб аль-Кінаном (792—793)
- Абу Саббах (793)
- Саїд ібн Мухаммед аль-Харані (793—794)
- Халід ібн Язід ас-Суламі (794)
- Аль-Аббас ібн Джарір аль-Баджан (794)
- Муса ібн Іса аль-Хашимі (794—795)
- Яґ'я аль-Хараші (795—796)
- Ахмад ібн Язід ас-Суламі (796—797)
- Саїд ібн Салма аль-Бахілі (798—799)
- Наср ібн Хабіб аль-Мухаллабі (799)
- Саїд ібн Салма аль-Бахілі (799)
- Алі ібн Іса ібн Махан (799)
- Язід ібн Маз'яд аш-Шейбані (799—801)
- Асад ібн Язід аш-Шейбані (801—802)
- Мухаммед ібн Язід аш-Шейбані (802—803)
- Аль-Касім (803)
- Бішрі ібн Хузайма (803—804)
- Ісмаїл ібн Ібрагім (805—806)
- Наїм ібн Башшар (806)
- Сулейман ібн Язід аль-Амірі (806—807)
- Аюб ібн Сулейман (807)
- Аль-Аббас ібн Зуфар аль-Хіля (807 і 807—808) (813)
- Йахйа ібн Зуфар (808)
- Абдаллах ібн Мухаммед (809)
- Убейд (809)
- Мухаммед ібн Зухайр ад-Дуббо (809)
- Асад ібн Язід аш-Шейбані (809—811)
- Масрур (811)
- Ахмад ібн Язід ас-Суламі (811)
- Ісхак ібн Сулейман аль-Хашимі (811—813)
- Фадл ібн Ісхак аль-Хашимі (811—813)
- Абд аль-Малік ібн аль-Джаххаф ас-Суламі (812—813)
- Аль-Аббас ібн Зуфар аль-Хіля(813)
- Тахір ібн Мухаммед ас-Санані (813)
- Сулейман ібн Ахмед аль-Хашимі (813)
- Абу Абдаллах (814)
- Сулейман ібн Ахмед аль-Хашимі (814—815)
- Хатім ібн Харсама (815—818)
- Яґ'я ібн Муад (818—819)
- Ахмад ібн Яґ'я (819—820)
- Аль-Хусейн ібн Саад (819)
- Аль-Баїс ібн Хальбасі (819)
- Ібрагім ібн Дауд (819—820)
- Аль-Аббас ібн Абі Аюб (820—821)
- Іса ібн Мухаммед аль-Мамуні (820—823)
- Мухаммед ібн Абдаллах аль-Калб (822—824)
- Садака ібн Алі аль-Аббас (823)
- Зурайх ібн Алі (824—825)
- Ахмад ібн Абд аль-Алаф (825—826)
- Убайдулла ібн Яґ'я (826)
- Абд аль-Ала ібн Ахмад ас-Суламі (826)
- Абд аль-Ала ібн Ібрагім (826—827)
- Мухаммед ібн Хумайд ат-Тусі (827—828)
- Абдаллах ібн Тахір (828—829)
- Абд аль-Ала ібн Ахмад ас-Суламі (829)
- Халід ібн Язід аш-Шейбані (829—832)
- Ібрагім ібн Зейд (829)
- Ібрагім ібн Аттаб (829—832)
- Аль-Асфар (832)
- Абдаллах ібн Мусаді аль-Асад (832)
- Абд ар-Рахман ібн Хакама (833)
- Аль-Хасан ібн Алі аль-Бадгізі (833—835)
- Бішрі ібн Урва (835)
- Мухаммед ібн Сулейман аль-Азді (835—837)
- Мухаммед ібн Халід Бухаргуда (838—839)
- Алі ібн аль-Хусейн аль-Кайса Ятім (840—841)
- Халід ібн Язід аш-Шейбані (841) (842 — 45)
- Хамдуйа ібн Алі (841—842)
- Халід ібн Язід аш-Шейбані (842—845)
- Мухаммед ібн Халід аш-Шейбані (845—849)
- Абу-Саїд Мухаммед ібн Юсуф аль-Марвазі (849—851)
- Муса ібн Зурара (851)
- Юсуф аль-Марвазі (851—852)
- Бугу аль-Кабір аш-Шараба (852—856)
- Ібрагім (856)
- Мухаммед ібн Халід аш-Шейбані (857—862)
- Алі ібн Яґ'я аль-Армені (862—863)
- Аль-Аббас ібн аль-Мустаїна (863—865)
- Аль-Ала ібн Ахмад аль-Азді (865—866)
- Абдаллах ібн аль-Мутаззім (866—867)
- Іса ібн аш-Шейх аз-Зухрі аш-Шейбані (869—875)
- Джафар аль-Муфаввід (875—878)
- Мухаммед ібн Халід (878)
- Іса ібн аш-Шейх аз-Зухрі аш-Шейбані (884)